# Jihobaltské pojezeří
Jihobaltské pojezeří (německy Seenplatten, polsky Pojezierza Południowobałtyckie) je geomorfologická subprovincie Středoevropské nížiny v Německu (Meklenbursko-Přední Pomořansko a Braniborsko) a severním Polsku.

## Geomorfologické členění
Podle geomorfologického členění Polska (Jerzy Kondracki) má Jihobaltské pojezeří číslo 314–316 a dělí se na osmnáct makroregionů (oblastí). Podle německého členění jde o několik skupin hlavních jednotek Severovýchodoněmecké nížiny. V členění Václava Krále (1999) toto území spadá do tzv. Oblasti mladých morén.
- Nordostdeutsches Tiefland (Severovýchodoněmecká nížina)
  - Mecklenburgische Seenplatte (D04/75, Meklenburská jezerní plošina)
  - Mecklenburg-brandenburgisches Platten- und Hügelland (D05/76-78, Meklenbursko-braniborská plošina a pahorkatina)
  - Ostbrandenburgische Platte (D06/79, Východobraniborská plošina)
  - Odertal (D07/80, Údolí Odry)
  - Elbtalniederung (D09/87, Polabská sníženina)
  - Brandenburgisches Heide- und Seengebiet (D12/81-82, Braniborská vřesoviště a jezera)
- Makroregiony podle Kondrackého
- 314-316 Pojezierza Południowobałtyckie
  - 314.1 Pojezierze Szlezwicko-Holsztyńskie (Schleswig-holsteinische Seenplatte, Šlesvicko-holštýnské pojezeří) [DE]
  - 314.2-3 Pojezierze Meklemburskie (Mecklenburgische Seenplatte, Meklenburské pojezeří) [DE]
  - 314.4 Pojezierze Zachodniopomorskie (Západopomořanské pojezeří) [PL]
  - 314.5 Pojezierze Wschodniopomorskie (Východopomořanské pojezeří) [PL]
  - 314.6-7 Pojezierze Południowopomorskie (Jihopomořanské pojezeří) [PL]
  - 314.8 Dolina Dolnej Wisły (Dolní Povislí) [PL]
  - 314.9 Pojezierze Iławskie (Iławské pojezeří) [PL]
  - 315.1 Pojezierze Chełmińsko-Dobrzyńskie (Chelmsko-dobřiňské pojezeří) [PL]
  - 315.2 Pojezierze Barnimskie (Barnim Platte, Barnimské pojezeří) [DE]
  - 315.3 Pradolina Toruńsko-Eberswaldzka (Thorn-Eberswalder Urstromtal, Toruňsko-Eberswaldské praúdolí) [DE/PL]
  - 315.4 Pojezierze Lubuskie (Brandenbursko-Lubuskie) [DE/PL]
  - 315.5 Pojezierze Wielkopolskie (Velkopolské pojezeří) [PL]
  - 315.6 Pradolina Warciańsko-Odrzańska (Warčansko-oderské praúdolí) [PL]
  - 315.7 Wzniesienia Zielonogórskie (Zelenohorské výšiny) [PL]
  - 315.8 Pojezierze Leszczyńskie (Leščinské pojezeří) [PL]
  - 316.1 Luchland [DE]
  - 316.2 Pradolina Berlińska (Berlínské praúdolí) (pokračování Pradoliny Warciańsko-Odrzańskiej) [DE]
  - 316.3 Pojezierze Brandenburskie (Braniborské pojezeří) (Märkische Seenplatte) [DE]